# Comic Bakery
Comic Backery és un videojoc de Konami per al MSX creat el 1984.
El jugador controla el propietari d'un forn automatitzat, on els productes apareixen en una cadena de muntatge. Els castors han saquejat l'establiment i miren de menjar-se'ls. La feina del jugador és passar les productes de cadena en cadena, perquè es vagin coent, fins a arribar al camió sense que cap animal se'ls mengi abans. Per fer-ho, cal activar els interruptors que posen en marxa la maquinària i que s'apaguen periòdicament (els castors també poden apagar-los). Existeix un mode de dos jugadors, amb un altre treballador del forn. Aquests jocs de cadena són el precedent dels time management actuals, un del gèneres de més èxit dins el grup de videojocs casuals.